# (2148) Эпей
(2148) Эпей (др.-греч. Ἐπειός) — типичный троянский астероид Юпитера, двигающийся в точке Лагранжа L4, в 60° впереди планеты. Он был обнаружен 24 октября 1976 года датским астрономом Ричардом Уэстом в обсерватории Ла-Силья и назван в честь Эпея, участника Троянской войны.

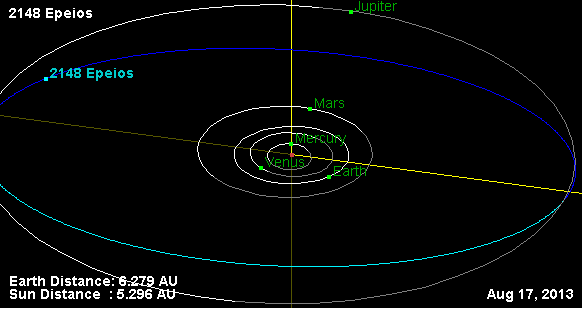
Орбита астероида Эпей и его положение в Солнечной системе